# Enehøje
Enehøje er en knap 1 km2 stor ubeboet ø i den yderste del af Nakskov Fjord.
Øens højeste punkt er på 16 meter.
Skov- og Naturstyrelsen købte i 1999 øen med det formål at genskabe en række natur- og landskabsværdier samt åbne mulighed for, at alle kan komme ud på Enehøje og opleve dens særpræg og stemning. Enehøje har siden 2000 været en del af Nakskov Vildtreservat. Der er offentlig adgang til det meste af øen. Dog er bygningerne og arealerne tæt ved disse privatejede og nordspidsen er lukket for færdsel i fuglenes yngletid 15/3 – 15/7. På øens vestside er der en badestrand.
Der er forbindelse til Enehøje med postbåden fra Nakskov.
Der er en lejrplads med en shelter og det er tilladt at opsætte telte indenfor hegnet omkring lejrpladsen.

## Historie
Arkæologiske fund antyder, at der allerede omkring 12.000 f.Kr. var rensdyrjægere på øen. Siden 1500-tallet har øen været anvendt til landbrug, og i 1925 var der 25 indbyggere.
I 1926-1940 ejede polarforskeren og forfatteren Peter Freuchen øen, hvor han skrev flere bøger og artikler. Desuden forsøgte han med skiftende held at drive landbrug på øen. Han opsatte også to hvalkæber ("portalen") som øens vartegn på dens højeste punkt. I denne periode var øen et samlingssted for kulturpersonligheder som Otto Gelsted, Johannes V. Jensen og Storm P.
I 1980'erne blev øen braklagt, og de sidste fastboende flyttede fra øen i begyndelsen af 1990'erne.